# Olivia O'Lovely
Olivia O'Lovely (Santa Fe, Nuevo México; 26 de septiembre de 1976) es una ex actriz pornográfica estadounidense. Tiene ascendencia italiana, española, chilena y francesa.

## Carrera
Antes de su primera aparición en el cine, O'Lovely fue una bailarina exótica en la zona de Inland Empire de California durante siete años.
Ha aparecido en más de 300 películas de adultos, donde ha trabajado con notables actores de la industria pornográfica, incluyendo a Jules Jordan en Ass Worship 5 y Erik Everhard en Nasty Nymphos 35 (siendo este el primer filme de O'Lovely). Ella también aparece en la primera edición de "I Love Big Tits".
Sus escenas lésbicas las realiza con su antigua pareja Flower Tucci. Ella es abiertamente bisexual en su vida personal, y ha estado involucrada románticamente con la misma Flower Tucci.
En julio de 2008 en la página 'Monster Of Cock' (Bang Bros), O'Lovely anunció su retiro. Sin embargo, en agosto de 2008 un nuevo video suyo apareció en Bangbros.com.

## Premios
- 2006 nominación AVN Award - Mejor escena de trío sexual - She Got Ass, West Coast Productions, (con Angel Eyes y Mr. Marcus).[6]
- 2005 nominación - Mejor felación - revista Cue UUEE-